# Camerimage

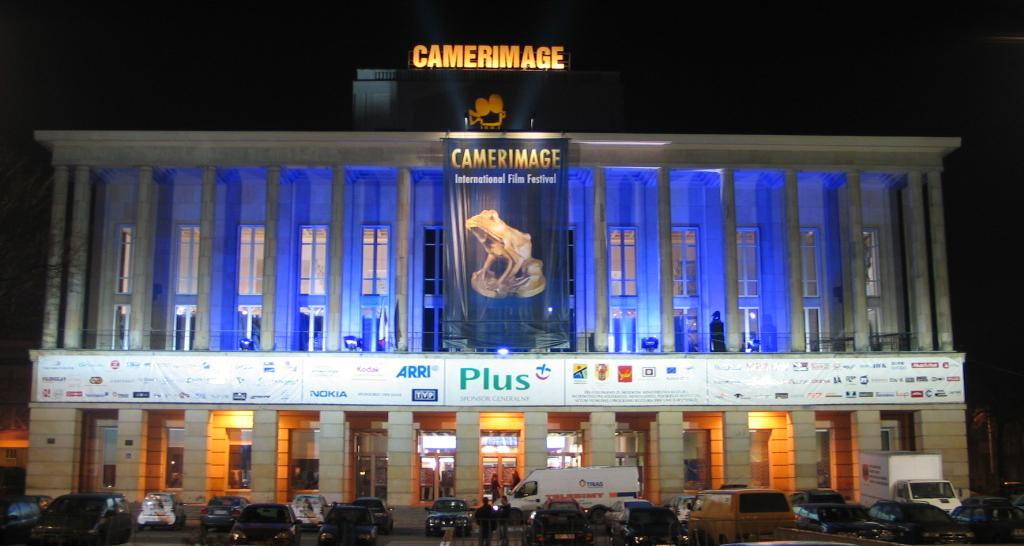
Camerimage 2006 im Teatr Wielki

Camerimage (International Film Festival of the Art of Cinematography CAMERIMAGE) ist ein polnisches Filmfestival. 
Camerimage gilt das das größte und bekannteste Festival für die Kunst der Kameraführung, das herausragende Leistungen in der Kunst der Bildgestaltung ehrt. Seit mehr als einem Vierteljahrhundert wird beim Filmfestival Camerimage die Kunst und das Handwerk der Kinematographie gefeiert.
Camerimage fand zuletzt 2024 wie auch schon 1993 bis 1999 in Toruń statt. Es wurde im Jahr 2000 nach Łódź verlegt. Von 2010 bis 2018 war Bydgoszcz der Veranstaltungsort. Seit 2019 findet das Festival wieder in Toruń statt. Von 2007 bis 2012 wurde der Festivalname zu „Plus Camerimage“ erweitert. Das Festival wurde gegründet, um die Kunst der Kameraführung zu feiern und zu ehren. Es ist neben dem Manaki Brothers Film Festival im nordmazedonischen Bitola weltweit eines der wenigen Filmfestivals, das die Kameraarbeit zum Thema hat. Neben Kameraleuten werden auch Regisseure und Filmeditoren für ihre Arbeit ausgezeichnet. Hauptpreis des Festivals ist der Goldene Frosch.

## Bisherige Festivals

### 1993–1999
Camerimage 1993
- Jurypräsident: Vittorio Storaro
- Goldener Frosch: Stuart Dryburgh für Das Piano
- Silberner Frosch: Gu Changwei für Lebewohl, meine Konkubine
- Goldener Frosch für sein Lebenswerk: Sven Nykvist

Camerimage 1994
- Jurypräsident: Vilmos Zsigmond
- Goldener Frosch: Tibor Mathe für Woyzeck und Arthur Reinhart für Wrony
- Silberner Frosch: Piotr Sobociński für Drei Farben: Rot
- Bronzener Frosch: Conrad L. Hall für Das Königsspiel – Ein Meister wird geboren
- Goldener Frosch für ihr Lebenswerk: Vittorio Storaro und Witold Sobociński

Camerimage 1995
- Jurypräsident: Conrad L. Hall
- Goldener Frosch: Piotr Sobociński für Das siebte Zimmer
- Silberner Frosch: Goert Giltay für Der fliegende Holländer
- Bronzener Frosch: Roger Deakins für Die Verurteilten (The Shawshank Redemption)
- Goldener Frosch für sein Lebenswerk: Conrad L. Hall

Camerimage 1996
- Jurypräsident: Andrzej Żuławski
- Goldener Frosch: Dick Pope für Lügen und Geheimnisse (Secrets & Lies)
- Silberner Frosch: Eduardo Serra für Herzen in Aufruhr (Jude)
- Bronzener Frosch: Geoffrey Simpson für Shine – Der Weg ins Licht (Shine)
- Goldener Frosch für sein Lebenswerk: Haskell Wexler

Camerimage 1997
- Jurypräsidentin: Agnieszka Holland
- Goldener Frosch: Rogier Stoffens für Karakter
- Silberner Frosch: Ron Fortunato für Nil by Mouth
- Bronzener Frosch: Paweł Edelman für Kroniki Domowe
- Goldener Frosch für sein Lebenswerk: Vilmos Zsigmond

Camerimage 1998
- Jurypräsident: Jerzy Skolimowski
- Goldener Frosch: Walter Carvalho für Central Station
- Silberner Frosch: Hideo Yamamoto für Hana-Bi
- Bronzener Frosch: Jens Fischer für Under ytan
- Goldener Frosch für sein Lebenswerk: László Kovács

Camerimage 1999
- Jurypräsident: Mike Leigh
- Goldener Frosch: Remi Adefarasin für Elizabeth
- Silberner Frosch: Junichi Fujisawa für Hakuchi
- Bronzener Frosch: Timo Salminen für Juha
- Goldener Frosch für sein Lebenswerk: Giuseppe Rotunno

### 2000–2009
Camerimage 2000
- Jurypräsident: Michael Cimino
- Goldener Frosch: Rodrigo Prieto für Amores Perros
- Silberner Frosch: Robert Fraisse für Vatel
- Bronzener Frosch: Philip Øgaard für Aberdeen
- Goldener Frosch für sein Lebenswerk: Billy Williams

Camerimage 2001
- Jurypräsident: Roger Deakins
- Goldener Frosch: Gerard Simon für Der König tanzt
- Silberner Frosch: Adam Sikora für Angelus
- Bronzener Frosch: Piotr Sobociński für Hearts in Atlantis
- Goldener Frosch für sein Lebenswerk: Owen Roizman

Camerimage 2002
- Jurypräsident: Chris Menges
- Goldener Frosch: Krzysztof Ptak für Edi und Conrad L. Hall für Road to Perdition
- Silberner Frosch: Edward Lachman für Dem Himmel so fern
- Bronzener Frosch: Denis Lenoir für Demonlover
- Goldener Frosch für sein Lebenswerk: Freddie Francis

Camerimage 2003
- Jurypräsident: James Ivory
- Goldener Frosch: César Charlone für City of God
- Silberner Frosch: Piotr Kukla für Bliźniaczki
- Bronzener Frosch: Eduardo Serra für Das Mädchen mit dem Perlenohrring
- Goldener Frosch für sein Lebenswerk: William A. Fraker

Camerimage 2004
- Jurypräsident: Vilmos Zsigmond
- Goldener Frosch: Dick Pope für Vera Drake
- Silberner Frosch: Rodrigo Prieto für Alexander
- Bronzener Frosch: Manuel Alberto Claro für Reconstruction
- Goldener Frosch für sein Lebenswerk: David Watkin

Camerimage 2005
- Jurypräsident: Affonso Beato
- Goldener Frosch: Gyula Pados für Fateless
- Silberner Frosch: Jens Fischer für The Queen of Sheba’s Pearls
- Bronzener Frosch: Louis-Philippe Capelle für Black Night
- Goldener Frosch für sein Lebenswerk: Tonino Delli Colli

Camerimage 2006
- Jurypräsident: Michael Chapman
- Goldener Frosch: Guillermo Navarro für Pans Labyrinth
- Silberner Frosch: Dick Pope für The Illusionist – Nichts ist wie es scheint
- Bronzener Frosch: Ricardo Della Rosa für Casa de Areia
- Goldener Frosch für sein Lebenswerk: Robby Müller

Plus Camerimage 2007
- Jurypräsident: Brett Ratner
- Goldener Frosch: Janusz Kamiński für Schmetterling und Taucherglocke
- Silberner Frosch: Bruno Delbonnel für Across the Universe
- Bronzener Frosch: Edward Lachman für I’m Not There
- Goldener Frosch für sein Lebenswerk für Stephen Goldblatt

Plus Camerimage 2008
- Jurypräsident: Pierre Lhomme
- Goldener Frosch: Anthony Dod Mantle für Slumdog Millionär
- Silberner Frosch: César Charlone für Die Stadt der Blinden
- Bronzener Frosch: Rainer Klausmann für Der Baader Meinhof Komplex
- Goldener Frosch für sein Lebenswerk für Pierre Lhomme

Plus Camerimage 2009
- Jurypräsident: Allan Starski
- Goldener Frosch: Giora Bejach für Lebanon
- Silberner Frosch: Krzysztof Ptak für Dom zły
- Bronzener Frosch: Marcin Koszałka für Rewers
- Goldener Frosch für sein Lebenswerk für Dante Spinotti

### 2010–2019
Plus Camerimage 2010
- Goldener Frosch: Arthur Reinhart für Wenecja
- Silberner Frosch: Michail Kritschman für Stille Seelen (Овсянки)
- Bronzener Frosch: Eduard Grau für Buried – Lebend begraben (Buried)
- Goldener Frosch für sein Lebenswerk für Michael Ballhaus

Plus Camerimage 2011
- Jurypräsident: Roger Donaldson
- Goldener Frosch: Jolanta Dylewska für In Darkness
- Silberner Frosch: Mahmoud Kalari für Nader und Simin – Eine Trennung (Dschodai-ye Nader az Simin)
- Bronzener Frosch: Robbie Ryan für Wuthering Heights – Emily Brontës Sturmhöhe (Wuthering Heights)
- Goldener Frosch für sein Lebenswerk für John Seale

Plus Camerimage 2012
- Jurypräsident: Joel Schumacher
- Goldener Frosch: Nicolas Bolduc für Die Rebellin (Rebelle / War Witch)
- Silberner Frosch: Caroline Champetier für Holy Motors
- Bronzener Frosch: Touraj Aslani für Jahreszeit des Nashorn (Fasle kargadan)
- Goldener Frosch für sein Lebenswerk für Wadim Jussow

Camerimage 2013
- Jurypräsident: kein Präsident benannt
- Goldener Frosch: Łukasz Żal und Ryszard Lenczewski für Ida
- Silberner Frosch: Lorenzo Hagerman für Heli
- Bronzener Frosch: Bruno Delbonnel für Inside Llewyn Davis
- Goldener Frosch für sein Lebenswerk für Sławomir Idziak

Camerimage 2014
- Jurypräsident: Roland Joffé
- Goldener Frosch: Michail Kritschman für Leviathan
- Silberner Frosch: Ehab Assal für Omar
- Bronzener Frosch: André Turpin für Mommy
- Goldener Frosch für sein Lebenswerk für Caleb Deschanel

Camerimage 2015
- Jurypräsident: Michael Hoffman
- Goldener Frosch: Ed Lachman für Carol
- Silberner Frosch: Sturla Brandth Grøvlen für Sture Böcke (Hrútar)
- Bronzener Frosch: Mátyás Erdély für Son of Saul (Saul fia)
- Goldener Frosch für sein Lebenswerk für Chris Menges

Camerimage 2016
- Goldener Frosch: Greig Fraser für Lion – Der lange Weg nach Hause
- Silberner Frosch: Bradford Young für Arrival
- Bronzener Frosch: Anthony Dod Mantle für Snowden
- Goldener Frosch für sein Lebenswerk für Michael Chapman

Camerimage 2017
- Goldener Frosch: Máté Herbai für Körper und Seele
- Silberner Frosch: Michail Kritschman für Loveless
- Bronzener Frosch: Anthony Dod Mantle für Der weite Weg der Hoffnung

Camerimage 2018
- Goldener Frosch: Kim Ji-yong für The Fortress (Namhansanseong)
- Silberner Frosch: Łukasz Żal für Cold War – Der Breitengrad der Liebe
- Bronzener Frosch: Alfonso Cuarón für Roma

Camerimage 2019
- Goldener Frosch: Lawrence Sher für Joker
- Silberner Frosch: César Charlone für Die zwei Päpste (The Two Popes)
- Bronzener Frosch: Vladimír Smutný für The Painted Bird

### Ab 2020
Camerimage 2020
- Goldener Frosch: Joshua James Richards für Nomadland
- Silberner Frosch: Rauno Ronkainen für Helene
- Bronzener Frosch: Nicolaj Brüel für Pinocchio

Camerimage 2021
- Goldener Frosch: Robbie Ryan für Come on, Come on
- Silberner Frosch: Bruno Delbonnel für Macbeth
- Bronzener Frosch: Greig Fraser für Dune

Camerimage 2022
- Goldener Frosch: Florian Hoffmeister für Tár
- Silberner Frosch: Darius Khondji für Bardo, die erfundene Chronik einer Handvoll Wahrheiten
- Bronzener Frosch: Jamie D. Ramsay für Living – Einmal wirklich leben

Camerimage 2023
- Goldener Frosch: Warwick Thornton für The New Boy
- Silberner Frosch: Edward Lachman für El Conde
- Bronzener Frosch: Robbie Ryan für Poor Things

Camerimage 2024
- Goldener Frosch: Michał Dymek für The Girl with the Needle
- Silberner Frosch: Lol Crawley für The Brutalist
- Bronzener Frosch: Paul Guilhaume für Emilia Pérez